# Kusánok
A kusánok, kínai nevükön jüecsik (月氏 vagy 月支), vagy tokhárok kelet-iráni nyelvű nép voltak.

## A kusánok nyelve
Az utóbbi évek kutatásai bebizonyították, hogy amit – régi görög források alapján – a nyelvészeti szakirodalom ma tokhár nyelvnek nevez, valójában nem a tokhárok/kusánok/jüecsik nyelve volt. Az úgynevezett tokhár nyelv ugyan indoeurópai nyelv, de nem indoiráni.
A kusánok nyelve az utóbbi évek kutatásai alapján a szaka nyelvhez közelálló kelet-iráni típusú nyelv volt. 

## Történetük

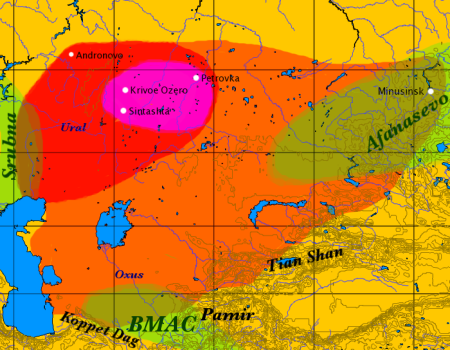
Az afanaszjevói kultúra területe a korai andronovóitól keletre

### A tokhárok keletre vándorlása
A ma Hszincsiang-Ujgur Autonóm Területen i. e. 2300–1500 között  az afanaszjevói kultúra volt az első termelő, földművelő-állattenyésztő kultúra. Népessége búzát, árpát termesztett, kecskét, juhot, marhát, baktriai tevét  és lovat tartott – utóbbit étkezési céllal, mert igavonónak ökröket használtak.  Mindezekkel és a fémművességgel, valamint a keréken való szállítás módszerével valószínűleg ők ismertették meg Észak-Kína népességét, mert a mindezekre használt ottani nyelvi terminológiák egy indoeurópai nyelvből, valószínűleg a tokhárokéból származnak.  Ez az oka annak, hogy több régész a keletre vonuló tokhárokkal azonosítja a kultúra népét.
1986-ban késő bronzkori, i. e. 1000 körülről származó temetőt tártak fel a hszincsiangi Gumu Gouban, a tokhárok területén. 19 személy – 11 férfi és 8 nő – koponyáját vizsgálták meg. Az antropológiai jellemzőik alapján mindegyik európai jellegű volt, de ezen belül két típushoz lehetett sorolni őket: az egyik az andronovói kultúra formáihoz, a másik az andronovói előtti afanaszjevói formához állt közel. Kínai (Han-kori) jellemzőket nem találtak. Kézenfekvő, hogy a sírok az andronovói–iráni csoportok előrenyomulását jelezték a mai kínai területekig. 

### A Jüecsi Birodalom
A tokhárok kínai neve a yuezhi azaz jüecsi volt, ami azt jelenti, hogy a Hold népe.  Az i. e. 1. évezred közepén nagy sztyeppei birodalmuk volt, a Jüecsi Birodalom, ami Kína északi szomszédjaként Koreától nyugatra, az Irtis vidékéig terjedt. A kusánok, hsziungnuk és szakák döntő szerepet játszottak a magyarok lovas nomád életmódra való áttérésében az i. e. 1. évezredben.

### A jüecsik nyugatra, majd délre vándorlása

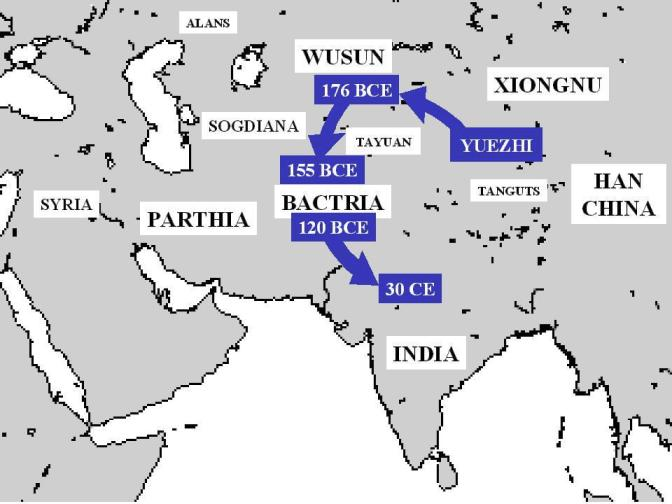
A jüecsik nyugatra, majd délre vándorlása

A hsziungnuk megdöntötték a Jüecsi Birodalmat: Mao-tun és a fia, Lao-sang i. e. 174-ben mért rájuk döntő vereséget. Lao-sang sanjü megölte a jüecsi uralkodót, és az ősi szokást követve a koponyájából ivócsészét készíttetett. A jüecsik kisebb része délre, a Nan-san hegység és a Kuku-nór vidékére ment, ahol beolvadtak a tibetiek elődeibe, akiket a kínaiak kiangoknak neveztek. 
Nagyobb részük nyugat felé nyomult, megtámadta a Tien-san keleti részén élő vuszunokat, és megölte a királyukat. A vuszunok azonban, valószínűleg a hsziungnuk segítségével, továbbűzték őket. Ezután a Tiensan nyugati részén élő szajvangok földjét foglalták el, de i. e. 160 körül a hsziungnuk és a vuszunok innen is elűzték őket. Egy részük ekkor helyben maradt, és beolvadt a szajvangok és a vuszunok közé, de nagyobb részük továbbvonult nyugat felé. 
A jüecsik ezután egy időre eltűnnek a forrásokból. I. e. 139-ben Han Vu-ti kínai császár nyugatra küldte diplomatáját, Csang Csient, hogy keresse meg a jüecsiket, és hozzon létre velük egy kínai–jüecsi szövetséget a hsziungnuk ellen. Csang nem volt szerencsés, a minden utat ellenőrző hsziungnuk fogságába esett. Tíz évet töltött ott, mire sikerült továbbmennie és megtalálnia a jüecsiket, akik azonban a hsziungnukhoz fűződő rossz emlékeik miatt nem hajlottak a szövetségre. Ekkor, i. e. 129-ben a jüecsik az Amu-darja (Óxosz) felső folyásánál laktak. 
I. e. 128-ban az ászik és a szakák a Szir-darján átkelve hódításba kezdtek. A jüecsik ekkor az ászik ellenőrzése alatt Szogdia birtokába jutottak. Ezekről az eseményekről Sztrabón és Gnaeus Pompeius Trogus is beszámol, utóbbi említi a tokhárokat. Ez, valamint a Klaudiosz Ptolemaiosz által a vélhetően a Kuku-nór és a Nan-san hegység vidékén említett Thaguron hegy és Thogara helység segít azonosítani a jüecsiket a tokhárokkal. 

### Kusán Birodalom
A jüecsik i. e. 100-ban az Oxus (Amu-darja) folyón átkelve leigázták Baktriát. Ezután egy ideig széttagolt részfejedelemségekben éltek, de az 1. század körül Kudzsula Kadphiszész, a Kusán-dinasztia megalapítója egyesítette őket, és ezzel megkezdte a Kusán Birodalom kiépítését. A tokhárokat ezután kusánok néven is emlegetik. 
50 körül a kusánok öt törzse – kínai nevük: hsziúmi, suangmi, hszidun, dúmi és guisu-ang vagy kuei-sang  – továbbvándorolt Indiába, ahol újra egyesültek, és létrehozták az észak-indiai Kusán Birodalmat.